# Koremaster
Koremaster is een geslacht van kamsterren uit de familie Astropectinidae.

## Soort
- Koremaster evaulus (Fisher, 1913)